# Fundación para la Paz y la Democracia (FUNPADEM)
La Fundación para la Paz y la Democracia (FUNPADEM) es una organización no gubernamental y no partidista con más de 30 años de trayectoria ininterrumpida, que trabaja en la realización de acciones para la promoción del desarrollo humano sostenible en las Américas. 
 Desde su creación, la Fundación ha trabajado temas como: cooperación transfronteriza, migración, seguridad, diálogo y negociación, participación de la sociedad civil, descentralización y desarrollo local, entre otros. 
 Por esta razón, la organización mantiene relaciones con diversos actores y sectores como organizaciones de la sociedad civil, gobiernos locales, redes mundiales y continentales, gobiernos, academia, organismos internacionales, sindicatos y empresa privada. 

## Misión
Cumplir acciones protagónicas en la construcción conjunta de sociedades más libres, justas y solidarias, sustentadas sólidamente en la paz y la democracia.

## Historia
La creación de Funpadem fue impulsada en 1988 por Rodrigo Madrigal Nieto, en aquel entonces Ministro de Relaciones Exteriores y Culto de Costa Rica. Su nacimiento estuvo vinculado al proceso de pacificación de Centroamérica que culminó en 1987 con la firma del acuerdo de Esquipulas II.
A partir de 1988 y hasta 1994, Funpadem dirigió su atención a la formación de una nueva generación de diplomáticos y líderes de la sociedad civil para la región centroamericana con vocación por el diálogo, la paz y la integración. 
Además, otro eje temático de especialización fue la cooperación transfronteriza y ambiental centroamericana, así como la resolución de conflictos en esta región.
A partir de 1995, ya fuera del ámbito de la Cancillería costarricense, Funpadem adopta un mandato centroamericano que se extiende a toda la región de las Américas incorporándose además a diversas iniciativas globales. 
El equipo de la Fundación ha ejecutado más de 30 proyectos en toda América Latina.

## Programas Permanentes
Participa
Su propósito es contribuir con el fortalecimiento de la democracia, fundada en una ciudadanía participativa, conocedora de sus derechos y responsabilidades; sustentada en una sólida e institucionalidad, en la que la participación ciudadana se convierta en una práctica efectiva tanto en la elección de sus representantes, como en el ciclo de las políticas públicas de los Estados y en los organismos multilaterales y comunitarios como el Sistema de la Integración Centroamericana y el Sistema Interamericano.
Gobernanza, Resolución Pacífica de Conflictos e Integración
Tiene como propósito fortalecer la gobernanza democrática, promover el diálogo social y la resolución pacífica de conflictos, así como contribuir con el perfeccionamiento de los procesos de integración en la región. 
Convenios, alianzas y relaciones con organismos e instituciones internacionales